# Жил Пиоле
Пјер Анри Жил Пиоле (фр. Pierre-Henri-Jules Piollet 1879 — 17. август 1966), скраћено познат као Жил Пиоле, био је француски поручник који је смртно ранио атентатора Владу Черноземског приликом Марсељског атентата.

## Биографија
Рођен је 1879. године у скромној породици. Породица му води порекло из департмана Дром, који је на југоистоку Француске. Отац Жил-Оноре (1859-1949) је био директор, а мајка Адел (рођ. Жермен,  (1859-1947)) професор у основној школи у Анерону. Пиолеа је занимао војнички позив, па је касније уписао и завршио војну академију Сен Сир као члан 83. разреда генерације 1898-1900.
У 1934. години је живео у Марсељу са супругом Викторином (рођ. Дирастел), и своја четири сина: Анријем, Жаком, Мишелом, и Жаном. Били су настањени у округу Шит-Лави (Chutes-Lavie) недалеко од железничке станице Сен Шарл. Тада је и био пешадијски официр у 141. Алпском пешадијском пуку (RIA).

## Марсељски атентат
Иако је по чину био пешадијски официр, за време посете краља Александра Француској 9. октобра 1934. је, помало и неочекивано, био распоређен као коњаник, и био је један од чувара возила у коме су били краљ Александар и министар спољних послова Француске Луј Барту.
Када је ауто почео да иде дуж авеније Канебијер, један од многобројних људи из гомиле посматрача, Владо Черноземски, је повикао "Живео краљ! (Vive le Roi!)", и прешавши испред Пиолеа је скочио на ауто, и почео да пуца на краља. Пиоле је успео да окрене коња, и да парадном сабљом обори Черноземског и смртно га рани, али су Александар Карађорђевић и Барту већ били рањени. Черноземски је гађао и њега, али га је промашио.
Настао је општи хаос и метеж, и француска полиција је почела панично да пуца из пиштоља у разним правцима. Том приликом је рањено и страдало још неколико људи, међу којима је и француски генерал Жозеф Жорж тешко био рањен, и који се једва опоравио од задобијених рана. Пиоле је у том хаосу узвикнуо полицији: "За име Бога, прекините са паљбом!", после чега се и ситуација помало смирила.
О овом догађају је написао причу из свог угла, коју је његова супруга објавила 7 после његове смрти, а скоро 40 година након атентата. Прича је објављена у новинама Paris-Match 17. фебруара 1973. године. под насловом: "Жена пуковника: овако је мој муж сабљом убио усташу" (La colonnelle : voilà comment mon mari sabra l'oustachi).

## Каснији живот и смрт
Због отворене критике о неспособности политичког и војног вођства да спрече атентат, био је превремено пензионисан. Повукао се на породично имање Фондевил у Анерону. Преминуо је 17. августа 1966. године у 83 године. Његова породица је донирала његову војничку капу, сабљу, и одликовања Војном музеју у Паризу. Петар II Карађорђевић, у то време у егзилу, га је те године на годишњицу Марсељског атентата (9. октобра) постхумно одликовао Ратним крстом.
По њему је назван кружни ток на путу А50 између Марсеља и Обања.

## Породица
Био је ожењен Викторином Дирастел, која је преминула 1984. године са 95 година. Она се бавила писањем и сликањем, и написала је пар текстова о историји Анерона, и о пиониру летења у Француској, маркизу Франсои Дарлану. Имао је 4 сина: Анрија (1911), Жака (1914), Мишела (1916), и Жана (1927). Имао је и унуке преко њих, а кћерка његовог трећег сина, Вилфрид Пиоле, је била позната балерина.

## Одликовања
Француска
- Национални орден Легије части[2] - додељен 10. јануара 1936.[5]

 Краљевина Југославија
- Ратни крст 1941. - постхумно доделио Петар II Карађорђевић 9. октобра 1966. године[2]